# Cédric Van Branteghem
Cédric Marie Carlos Thérèse Van Branteghem (Gent, 1979. március 13. –) belga atléta, futó.

## Pályafutása
Noha egyéni legjobbjait kivétel nélkül 2003-ban teljesítette, sikereket csak pályafutása későbbi szakaszában ért el.
2004-ben, Athénban szerepelt első alkalommal az olimpiai játékokon. Ekkor egyedül a 400 méteres síkfutás számában indult, ahol az elődöntőig jutott. Négy évvel később, Pekingben e szám mellett tagja volt a négyszer négyszázas belga váltónak is. Egyéniben ekkor sem sikerült döntőbe jutnia, hazája váltójával ellenben igen, és az ötödik lett.
Karrierje legkimagaslóbb eredményeit 2010-ben érte el. Kévin Borlée, Antoine Gillet és Jonathan Borlée társaként ezüstérmet szerzett a fedett pályás világbajnokságon, majd a Borlée-ikrekkel és Arnaud Destatte-al együtt bronzérmesként zárt az Európa-bajnokságon.

## Egyéni legjobbjai
- 100 méteres síkfutás - 10,54 s (2003)
- 200 méteres síkfutás (szabadtér) - 20,60 s (2003)
- 200 méteres síkfutás (fedett) - 21,29 s (2003)
- 300 méteres síkfutás - 32,53 s (2003)
- 400 méteres síkfutás (szabadtér) - 45,02 s (2003)
- 400 méteres síkfutás (fedett) - 46,18 s (2003)